# السوق (إب)

تعديل مصدري - تعديل

السوق محلة تابعة لقرية مشورة، التابعة لعزلة ثواب اعلى بمديرية إب إحدى مديريات محافظة إب في الجمهورية اليمنية.، بلغ تعداد سكانها 254 حسب تعداد اليمن لعام 2004.